# Moritz von und zu Egloffstein
Moritz Jakob Albrecht Maria Freiherr von und zu Egloffstein (* 31. Januar 1861 in Bayreuth; † 10. Dezember 1942 in Bad Aibling) war ein bayerischer Generalleutnant und Führer der k.b. Kavallerie-Division im Ersten Weltkrieg.

## Leben
Moritz von und zu Egloffstein war der Sohn von Kamill Freiherr von und zu Egloffstein und seiner Frau Karoline geb. Freiin von Hartmann. Nach dem frühen Tod seiner Eltern machte er Karriere in der Bayerischen Armee und war u. a. Kommandeur des 8. Chevauleger-Regiments in Dillingen a.d.Donau. Zu Beginn des Ersten Weltkriegs wurde er Kommandeur der 4. Königlich Bayerischen Kavallerie-Brigade. Am 14. Dezember 1916 übernahm er die Führung der k.b. Kavallerie-Division betraut. Mittlerweile nach Galizien verlegt nahm die Division von 19. Juli bis 5. August 1917 am Angriff auf Tarnopol teil. Bei Stanislau verhinderte sie zusammen mit der 8. Reserve-Division zu Beginn der Schlacht einen Durchbruch russischer Kräfte. Ab dem 23. Juli 1917 trat die Division zur Verfolgung bis zur Ostgrenze Galiziens an. Der russische Widerstand war gebrochen. Nach dem Frieden von Brest-Litowsk stieß die Division 1918 bis Nikolajew und weiter auf die Krim vor. Im Juni wurde der Stab mit der 5. Kavallerie-Brigade nach West-Wolhynien verlegt und blieb dort bis zum Abzug Anfang 1919.
Nach seiner Demobilisierung lebte Moritz von und zu Egloffstein in Bad Aibling, er starb 1942 kurz nach seiner Frau Sophie geb. Freiin von Münster.